# Dobrzęcino
Dobrzęcino [pronunciación en polaco: /dɔbʐɛnˈt͡ɕinɔ/] es un pueblo ubicado en el distrito administrativo de Gmina Kobylnica, dentro del Condado de Słupsk, Voivodato de Pomerania, en Polonia del norte. Se encuentra aproximadamente a 10 kilómetros al suroeste de Kobylnica, a 14 kilómetros al suroeste de Słupsk, y a 114 kilómetros al oeste de la capital regional Gdańsk.
Antes de que 1945 el área era parte  de Alemania. 